# Leichtathletik-Halleneuropameisterschaften 2015/Medaillenspiegel
Medaillenspiegel der Leichtathletik-Halleneuropameisterschaften 2015 in Prag.
Die Platzierungen sind in der Grundeinstellung nach der Anzahl der gewonnenen Goldmedaillen sortiert, gefolgt von der Anzahl der Silber- und Bronzemedaillen (lexikographische Ordnung). Weisen zwei oder mehr Länder eine identische Medaillenbilanz auf, werden sie alphabetisch geordnet auf dem gleichen Rang geführt. Die Sortierung kann nach Belieben geändert werden.
| Medaillenspiegel Endstand nach 26 Wettbewerben | Medaillenspiegel Endstand nach 26 Wettbewerben | Medaillenspiegel Endstand nach 26 Wettbewerben | Medaillenspiegel Endstand nach 26 Wettbewerben | Medaillenspiegel Endstand nach 26 Wettbewerben | Medaillenspiegel Endstand nach 26 Wettbewerben |
| Platz                                          | Nation                                         | Gold                                           | Silber                                         | Bronze                                         | Gesamt                                         |
| ---------------------------------------------- | ---------------------------------------------- | ---------------------------------------------- | ---------------------------------------------- | ---------------------------------------------- | ---------------------------------------------- |
| 01                                             | Russland                                       | 6                                              | 1                                              | 0                                              | 7                                              |
| 02                                             | Frankreich                                     | 3                                              | 1                                              | 1                                              | 5                                              |
| 03                                             | Großbritannien & NI                            | 2                                              | 4                                              | 3                                              | 9                                              |
| 04                                             | Tschechien                                     | 2                                              | 1                                              | 3                                              | 6                                              |
| 05                                             | Niederlande                                    | 2                                              | 0                                              | 3                                              | 5                                              |
| 06                                             | Deutschland                                    | 1                                              | 3                                              | 2                                              | 6                                              |
| 07                                             | Polen                                          | 1                                              | 2                                              | 5                                              | 8                                              |
| 08                                             | Belgien                                        | 1                                              | 2                                              | 0                                              | 3                                              |
| 08                                             | Belarus                                        | 1                                              | 2                                              | 0                                              | 3                                              |
| 010                                            | Serbien                                        | 1                                              | 1                                              | 0                                              | 2                                              |
| 010                                            | Türkei                                         | 1                                              | 1                                              | 0                                              | 2                                              |
| 010                                            | Ukraine                                        | 1                                              | 1                                              | 0                                              | 2                                              |
| 013                                            | Schweden                                       | 1                                              | 0                                              | 2                                              | 3                                              |
| 014                                            | Portugal                                       | 1                                              | 0                                              | 0                                              | 1                                              |
| 014                                            | Schweiz                                        | 1                                              | 0                                              | 0                                              | 1                                              |
| 014                                            | Ungarn                                         | 1                                              | 0                                              | 0                                              | 1                                              |
| 17                                             | Italien                                        | 0                                              | 2                                              | 1                                              | 3                                              |
| 018                                            | Griechenland                                   | 0                                              | 2                                              | 0                                              | 2                                              |
| 018                                            | Spanien                                        | 0                                              | 2                                              | 0                                              | 2                                              |
| 020                                            | Bulgarien                                      | 0                                              | 1                                              | 1                                              | 2                                              |
| 021                                            | Irland                                         | 0                                              | 1                                              | 0                                              | 1                                              |
| 022                                            | Rumänien                                       | 0                                              | 0                                              | 2                                              | 2                                              |
| 023                                            | Israel                                         | 0                                              | 0                                              | 1                                              | 1                                              |
| 023                                            | Norwegen                                       | 0                                              | 0                                              | 1                                              | 1                                              |
| Gesamt                                         | Gesamt                                         | 26                                             | 27                                             | 25                                             | 78                                             |